# Fachhochschule Südwestfalen
Die Fachhochschule Südwestfalen mit Sitz in Iserlohn und weiteren gleichberechtigten Standorten in Hagen, Meschede und Soest sowie einem Studienort in Lüdenscheid ist eine ingenieurwissenschaftlich, informationstechnisch sowie betriebs- und agrarwirtschaftlich geprägte Hochschule.

## Geschichte
Der historisch älteste Vorläufer der Fachhochschule war die von dem preußischen Reformpolitiker Beuth am 1. Dezember 1824 gegründete Gewerbeschule in Hagen zur Qualifizierung für das Berliner Königliche Technische Institut, aus der später die Staatliche Ingenieurschule für Maschinenwesen und Elektrotechnik und danach die Märkische Fachhochschule mit Sitz in Iserlohn und den beiden Standorten Iserlohn und Hagen hervorging.
Die Fachhochschule entstand am 1. Januar 2002, als im Zuge der Hochschulneuordnung in Nordrhein-Westfalen die Gesamthochschulen aufgelöst wurden und die Märkische Fachhochschule mit den Fachhochschulabteilungen Meschede und Soest der ehemaligen Gesamthochschule Paderborn als gleichberechtigte Partner vereint wurde. Als Sitz der Fachhochschule Südwestfalen wurde der Standort Iserlohn bestimmt.
Gründungsrektor war vom 1. Januar 2002 bis zum 31. August 2004 Michael Teusner. Vom 1. September 2004 bis Ende 2008 war Jörg Liese Rektor der Hochschule. Per 9. Dezember 2008 wurde Claus Schuster durch den Hochschulrat zum ersten Präsidenten der FH Südwestfalen gewählt, bestätigt durch den Senat der Hochschule. Nach einer Reform durch den Senat wurde die Hochschulleitung wieder in Rektorat umbenannt und Claus Schuster per 9. Dezember 2014 zum Rektor der Hochschule gewählt.
Am 18. Oktober 2022 wurde Ulrike Senger zur designierten Rektorin der Hochschule gewählt, jedoch am 15. Juni 2023 – noch vor Amtsantritt – wieder abgewählt. Schuster blieb gemäß § 20 Abs. 4 Satz 1 Hochschulgesetz NRW im Amt.
Am 29. April 2024 wurde Alexander Prange zum neuen Rektor gewählt, seit dem 1. Oktober 2024 ist er im Amt.

## Fachbereiche
Die Fachhochschule Südwestfalen ist in neun Fachbereiche gegliedert. Es werden rund 70 Studiengänge angeboten.

### Standort Iserlohn

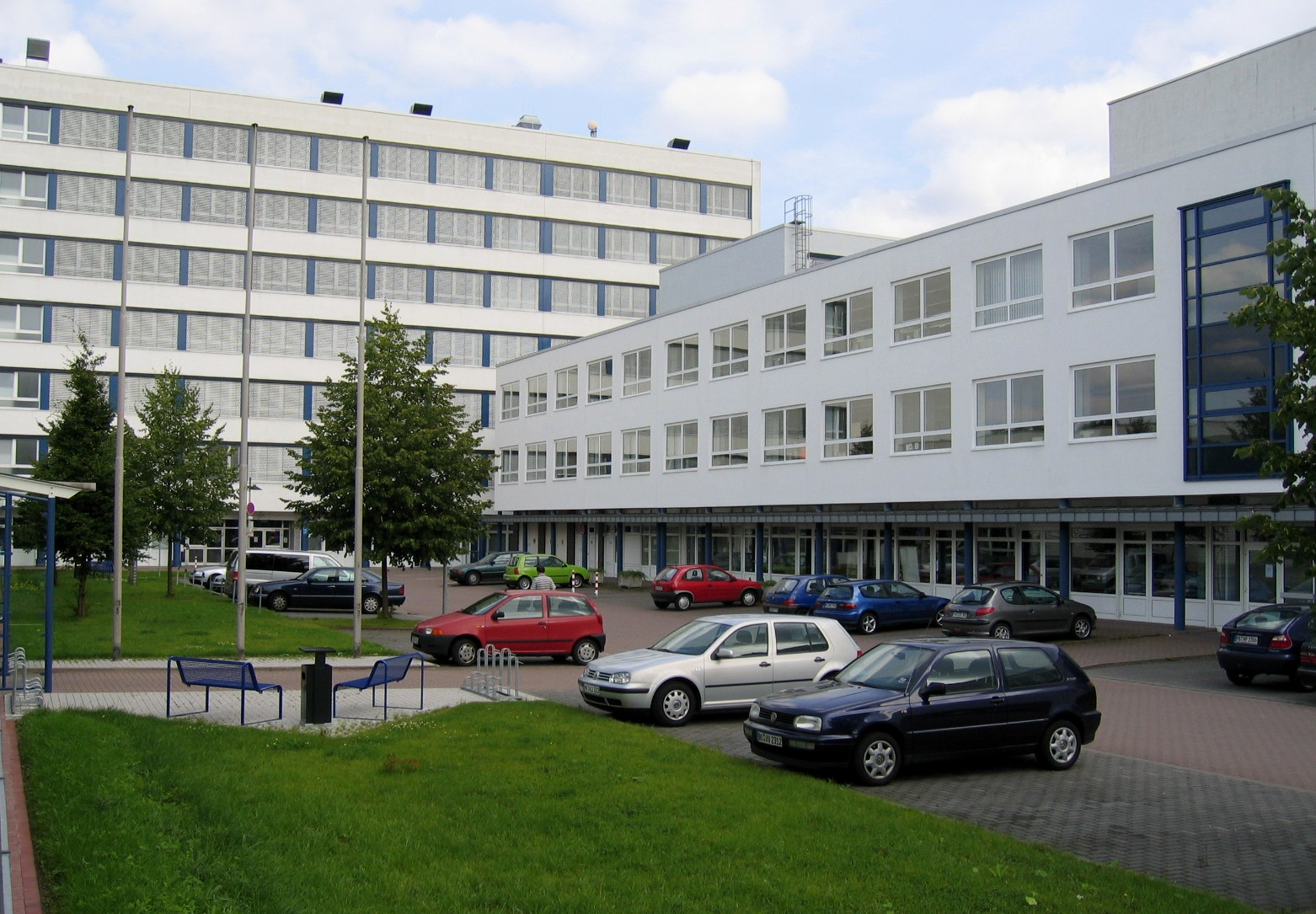
Standort Iserlohn, Sitz der Hochschule

Fachbereich Informatik und Naturwissenschaften
Fachbereich Maschinenbau

### Standort Hagen

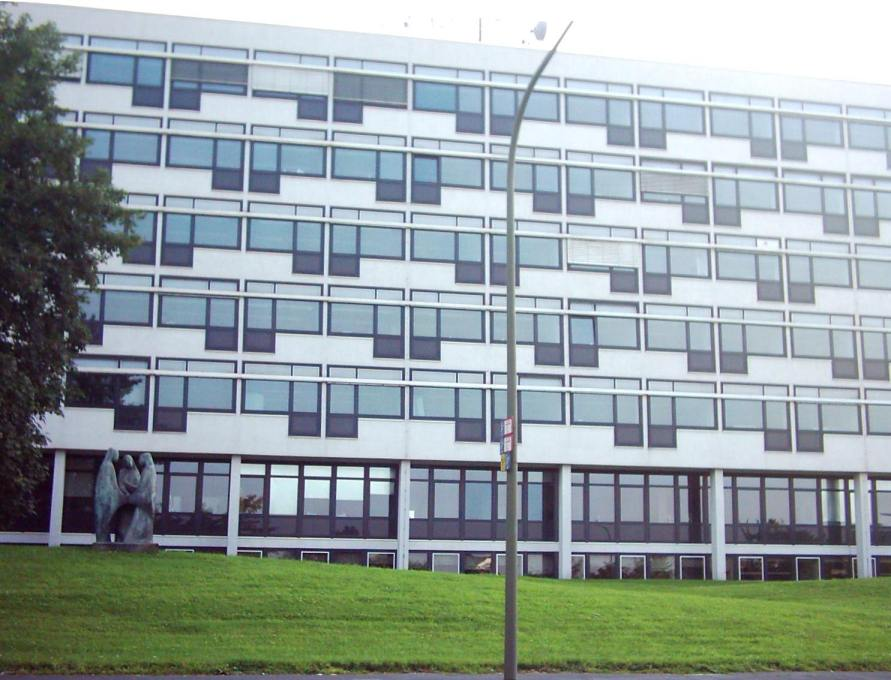
Standort Hagen

Fachbereich Elektrotechnik und Informationstechnik
Fachbereich Technische Betriebswirtschaft

### Standort Lüdenscheid

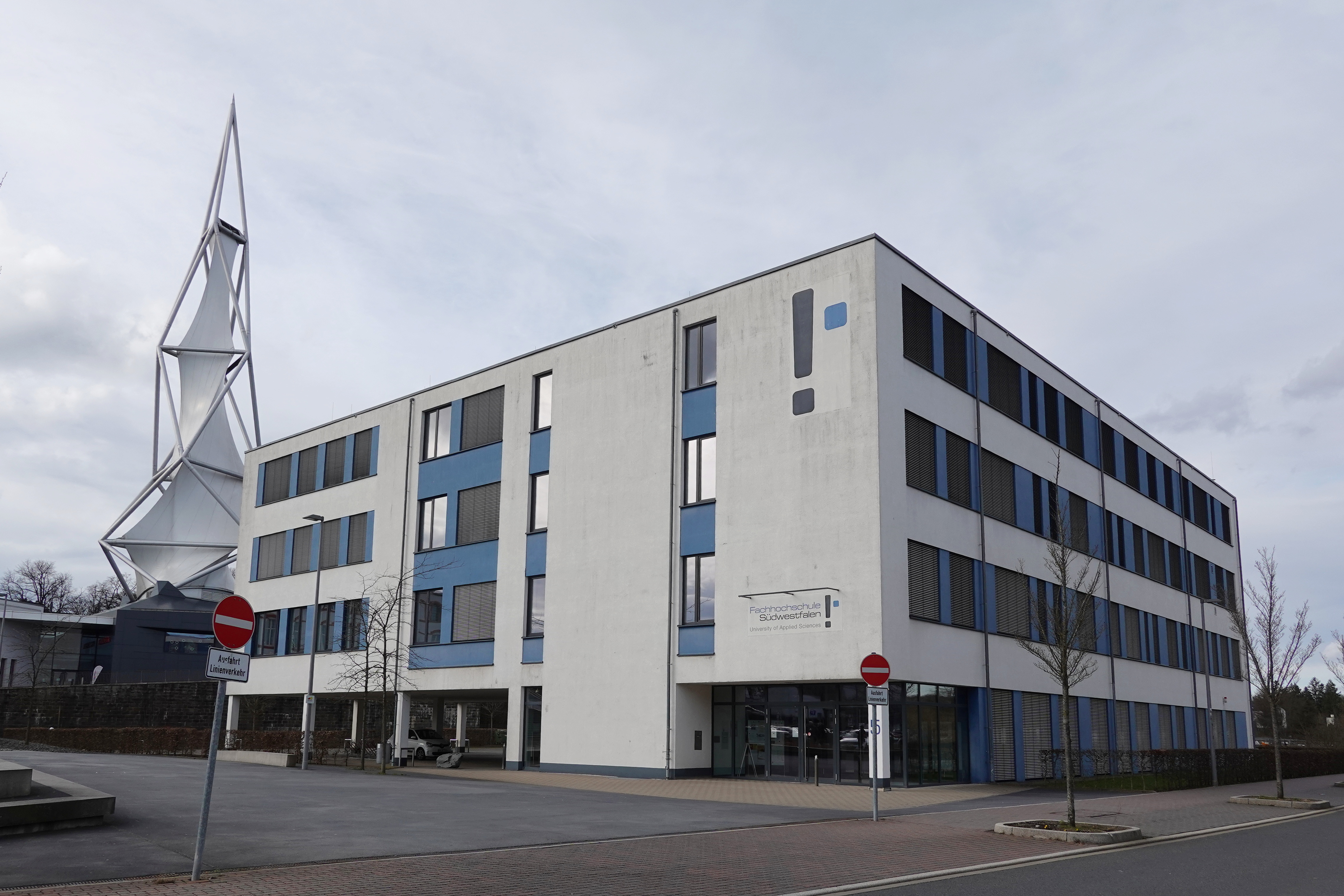
Standort Lüdenscheid

Fachbereich Gesundheitswissenschaften
Fachbereich Naturwissenschaften

### Standort Meschede

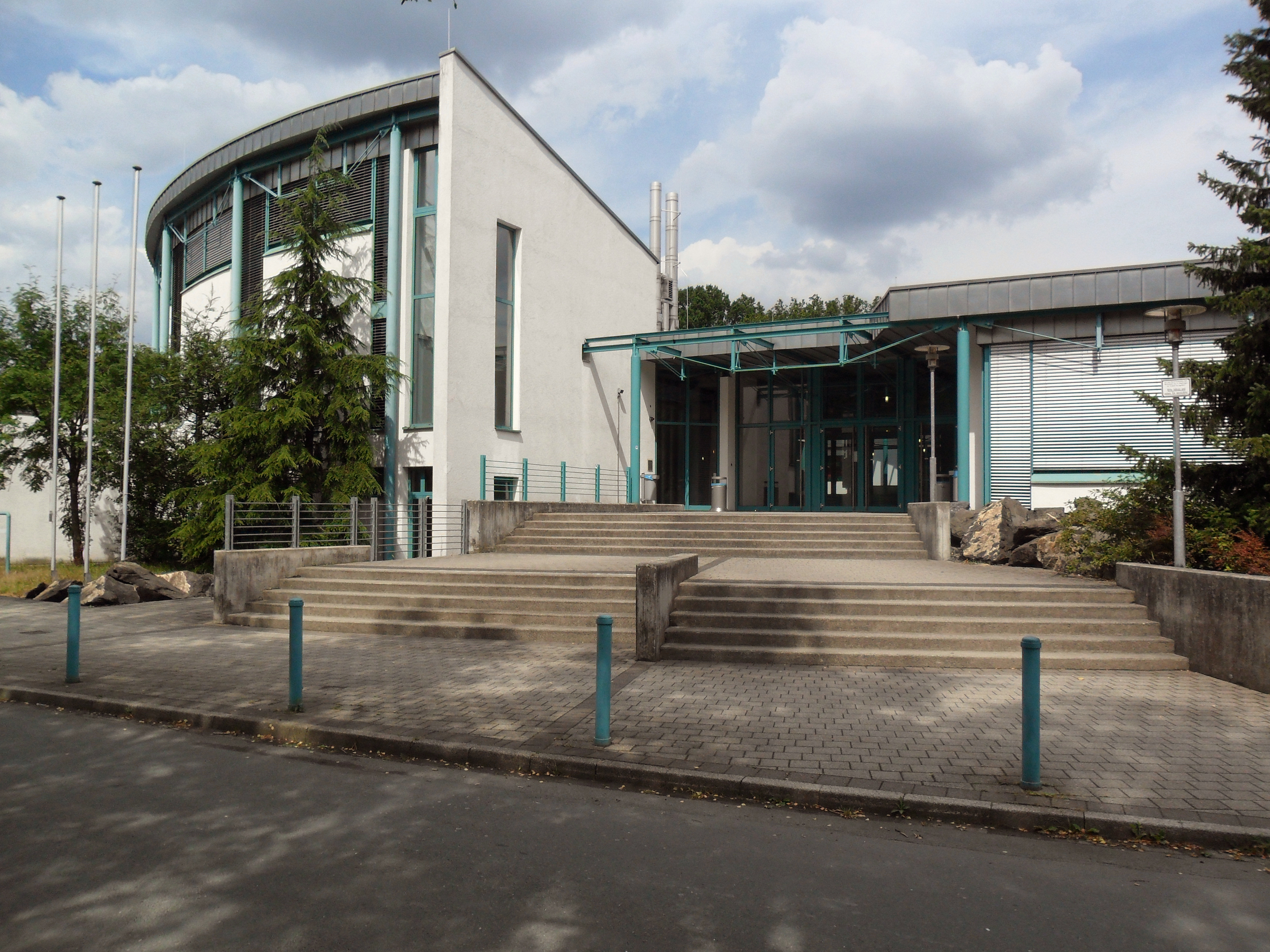
Standort Meschede

Fachbereich Ingenieur- und Wirtschaftswissenschaften

### Standort Soest

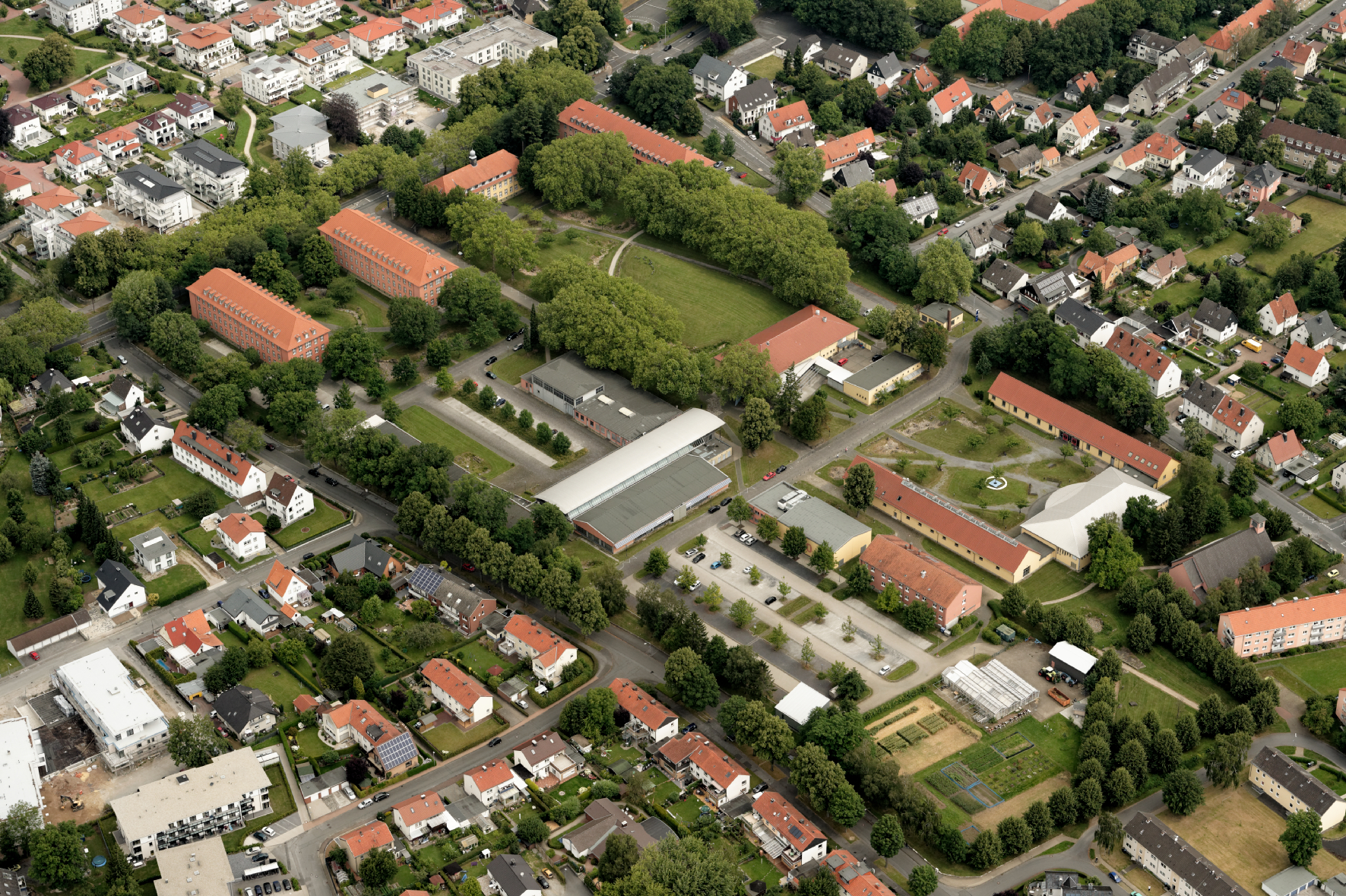
Hochschulcampus Soest (ehemaliges Kasernengelände)

Campus Soest mit den einzelnen Gebäuden

Fachbereich Agrarwirtschaft
Fachbereich Bildungs- und Gesellschaftswissenschaften
Fachbereich Maschinenbau-Automatisierungstechnik
Fachbereich Elektrische Energietechnik

## Forschungsschwerpunkte
- Aluminiumtechnologie
- Angewandte Digitale Bildverarbeitung
- Automatisierung metallverarbeitender Prozesse in der Automobilindustrie
- Bodenökologie/Bodenbearbeitung/Bodenschutz
- Computational Intelligence and Cognitive Systems
- Dezentrale Energieversorgung
- Digital Audio Broadcasting
- Digitale Signalverarbeitung
- Digitales Fernsehen
- Finite Feldberechnungen
- Fuzzy-Technologie
- Gerontotechnik
- Integriertes Supply Chain Management
- Korrosionsschutz/Oberflächentechnik
- Kunststofftechnik
- Leichtbau- und Aluminiumtechnologie
- Life Science Analytics
- Mechatronik
- Nanoskalierende Materialien für die Werkstoff- und Oberflächentechnik
- Neue Beleuchtungstechnologien
- Neue Technologien zur elektrischen Energieerzeugung und -nutzung
- Reduktion von Schadstoffemissionen
- Sensorik/Aktorik
- Spanlose Fertigungsverfahren und Produktionsgestaltung
- System Engineering and Management
- Umformtechnik
- Umweltgerechte Produktionsautomatisierung
- Umweltverträgliche und standortgerechte Landwirtschaft/nachhaltige Landwirtschaft
- Vergleichende Stadtmarketingforschung
- Wasserwirtschaft/Umweltverfahrenstechnik

## Flächen und Gebäude
- Iserlohn
Frauenstuhlweg 31; Gebäudenutzfläche: 26.042 m²
Baarstraße 6 (Verwaltung); Gebäudenutzfläche: 2.573 m²

- Hagen
Haldener Straße 182; Gebäudefläche: 21.400 m²
Hier befinden sich auch die Hochschulbibliothekszentrale[9] und die IT-Services (DVZ)

- Meschede
Lindenstraße 53; Gebäudefläche: 11.290 m²
Jahnstraße 23; Gebäudefläche 3.228 m²

- Soest
Lübecker Ring 2; Gebäudenutzfläche: 29.615 m²
Im Südfeld 1, Welver-Merklingsen; Gebäudefläche: 1.256 m². Die Betriebsfläche des Versuchsgutes[10] hat eine Größe von 95 Hektar.

- Lüdenscheid
Bahnhofsallee 5; Gebäudenutzfläche: 3.181 m²

## Wissenschaftliche Einrichtungen, angegliederte Institute und Kooperationen
Zu den wissenschaftlichen Einrichtungen der Fachhochschule gehören das Institut für Computer Science, Vision and Computational Intelligence (CV&CI), das Institut für Innovation (HSK.i) in Meschede und das Institut für Green Technology & Ländliche Entwicklung (i.green) in Soest.
Das BBCC.NRW Breitbandkompetenzzentrum, das Institut für Fahrzeugantriebstechnik (IFAT) und das Institut für Qualitätsentwicklung und -management (IQEM) sind ebenfalls Einrichtungen der Fachhochschule Südwestfalen.
Das Institut für Instandhaltung und Korrosionsschutz gGmbH (IFINKOR) in Iserlohn ist ein von der Fachhochschule gegründetes Unternehmen, das zum Ziel hat, Hochschule und Industrie zu verbinden.
Am Standort Meschede bestehen Kooperationen mit den Transferzentren für Umweltverfahrenstechnik/Wasserwirtschaft, für Leichtbautechnologie, dem Transferzentrum für Breitband- und Medientechnik der Steinbeis-Unternehmen und dem Institut für Industriemanagement der Steinbeis-Stiftung.
Weitere Kooperationen ist die Fachhochschule mit dem Fraunhofer-Anwendungszentrum für Anorganische Leuchtstoffe (Soest) und den privatwirtschaftlichen Lüdenscheider Unternehmen Kunststoffinstitut für die mittelständische Wirtschaft NRW GmbH (KIMW), gemeinnützige KIMW Forschungs-GmbH, Institut für Umformtechnik GmbH (IFU) und dem Werkzeugbauinstitut Südwestfalen GmbH eingegangen. In Iserlohn besteht eine Kooperation mit der Entsorgung und Umwelttechnik gGmbH (IFEU).

## Karrieretag
Die Fachhochschule lädt im Frühjahr regelmäßig zu einem Karrieretag auf dem Campus Soest ein, 2025 auch erstmals in Hagen: Gründer dieser Jobmesse (Stand 2014: 144 Aussteller) ist der Soester Reinhard Spörer, der für seine Konzepte zur Arbeitsvermittlung junger Menschen bereits im Wettbewerb „Professor des Jahres“ ausgezeichnet wurde.

## Finanzielles
Von allen eingeschriebenen Studierenden wird aufgrund § 11 des Studentenwerksgesetzes ein sogenannter „Sozialbeitrag“ erhoben, der den Studentenwerken für ihre Aufgaben zufließt.
Die Studierendenschaft erhebt für Aufgaben der studentischen Selbstverwaltung ebenfalls einen Beitrag von ihren Mitgliedern. Die Beiträge der Studierendenschaft sind gemäß § 57 Hochschulgesetz in einer eigenen Beitragsordnung festgelegt. Hinzu kommt für die Studierenden der Standorte Hagen, Iserlohn und Soest der Beitrag für das Semesterticket.

## Partnerhochschulen
Die Fachhochschule Südwestfalen hat rund 60 Partnerhochschulen in über 30 Ländern weltweit und unterhält sowohl hochschulweite, fächerübergreifende als auch fachspezifische Kooperationen.

## MINT-Förderung
Die Hochschule betreibt zahlreiche Aktivitäten zur Förderung des Interesses von Kindern und Jugendlichen für Mathematik, Informatik, Naturwissenschaften und Technik (MINT). Beispiele sind regelmäßige Veranstaltungen wie Kinder-Uni, Girls'Day, MINT-(Mach)-Tage, Mathe-Tag oder Ferienkurse. Die Fachhochschule Südwestfalen ist Trägerin des zdi Netzwerks Bildungsregion Hochsauerlandkreis.

## Bekannte Mitglieder

### Absolventen und Studenten des Standorts Hagen
- Peter Dietrich Grothe (1806–1887), Direktor der Hagener Gewerbeschule und später Professor für Maschinenbau in Delft
- Karl Halle (1819–1895), deutsch-britischer Pianist und Dirigent, Gründer des Hallé-Orchesters
- Franz Grashof (1826–1893), Maschinenbau-Ingenieur und Professor für Theoretische Maschinenlehre an der Technischen Hochschule Karlsruhe, Mitbegründer des VDI
- Harald Korte (1934–2014), Unternehmer und Verbandsfunktionär

### Absolventen des Standorts Meschede
- Alexandra Föster (* 2002), deutsche Ruderin und Olympionikin
- Christoph Weber (* 1965), Politiker und Bürgermeister der Stadt Meschede

### Absolventen des Hochschulcampus Soest
- Jochen Borchert (* 1940), Bundesminister für Ernährung, Landwirtschaft und Forsten von 1993 bis 1998
- Constantin Heereman von Zuydtwyck (1931–2017), ehemaliger Präsident des Deutschen Bauernverbandes und Abgeordneter des Deutschen Bundestages
- Bernhard Schulte-Drüggelte (* 1951), Bundestagsabgeordneter

### Mitarbeiter des Standorts Meschede
- Heinz Josef Algermissen, Studentenpfarrer von 1974 bis 1980, später Bischof von Fulda
- Ulrich Busse (* 1943), Studentenpfarrer von 1970 bis 1971
- Hubert Willi Klein (* 1949), Professor für Technische Mechanik und Apparatebau von 1990 bis 2015